# Curt Malmborg
Curt Malmborg, född 8 maj 1951 i Kärrtorp, Stockholms kommun, var generaldirektör för Försäkringskassan 2005–2008.
Curt Malmborg har ett förflutet inom regeringskansliet där han bland annat var statssekreterare åt Bosse Ringholm på finansdepartementet. Han har även arbetat som kanslichef för fackförbundet SIF. Från 2009 är Malmborg generaldirektör i regeringskansliet.